# Кейт Кемпбелл
Кейт Ке́мпбелл  (англ. Cate Campbell; нар. 20 травня 1992) — австралійська плавчиня, дворазова олімпійська чемпіонка, багаторазова олімпійська медалістка, чемпіонка світу триразова чемпіонка Ігор Співдружності.

## Виступи на Олімпіадах
| Олімпіада   | Дисципліна                            | Місце |
| ----------- | ------------------------------------- | ----- |
| Пекін 2008  | плавання на 50 метрів вільним стилем  | 3     |
| Пекін 2008  | плавання на 100 метрів вільним стилем | 10    |
| Пекін 2008  | естафета 4 × 100 вільним стилем       | 3     |
| Лондон 2012 | плавання на 50 метрів вільним стилем  | 13    |
| Лондон 2012 | естафета 4 × 100 вільним стилем       | 1     |
| Ріо 2016    | естафета 4 × 100 вільним стилем       | 1     |
| Ріо 2016    | комплексна естафета 4 × 100 м         | 2     |